# Shuhei Terada
Shuhei Terada (født 23. juni 1975) er en japansk fodboldspiller.

## Japans fodboldlandshold
| Japans landshold | Japans landshold | Japans landshold |
| År               | Kmp              | Mål              |
| ---------------- | ---------------- | ---------------- |
| 2008             | 4                | 0                |
| 2009             | 2                | 0                |
| Total            | 6                | 0                |